# Alcmena (Eschilo)
Alcmena (Ἀλκμήνη) è una tragedia scritta nel V secolo a.C. da Eschilo. 

## Trama
L'opera riguardava le vicissitudini della mortale Alcmena la quale, suo malgrado, ebbe un rapporto sessuale con Zeus. Tuttavia, la tragedia è andata perduta e nulla si sa della sua trama, visto che non restano frammenti testuali.